# Tectaria organensis
Tectaria organensis là một loài dương xỉ trong họ Tectariaceae. Loài này được Carl Frederik Albert Christensen mô tả khoa học đầu tiên năm 1934.